# 进步时代
进步时代（英語：Progressive Era）是指1890-1920年年間，美國歷史上一個大幅進行社會政治改革現代化的時代。這段時期的美國政府由共和黨長期執政，在36年間主政達28年之久。當時主要的美國政治家有共和黨的西奧多·羅斯福、老罗伯特·M·拉福利特和查爾斯·埃文斯·休斯，以及民主黨的威廉·詹寧斯·布萊恩、伍德羅·威爾遜和艾爾弗雷德·E·史密斯等。美國此期的進步運動改革，與同期的法國因德雷福斯案帶起的改革（1898-1914年）、英國「新政自由主義」的社福改造運動（1906-1914年），都屬於20世紀初歐美「進步派」社會改造運動中，三項較受矚目且較知名的改革浪潮。
進步運動的主要目標是以揭露及削弱政治豪強及其利益集團的方式淨化美國政府內部的腐敗，同時進一步建立直接民主的參政方式。進步派也試圖通過反壟斷法監管擁有壟斷權力的托拉斯集團，以促進公平競爭及保障消費者權益。大部分進步派同時亦支持美國禁酒令以求摧毀地方豪強的政治力量基礎來源。這一時期，為了政治領域有「更純潔的」的女性投票，美國婦女選舉權也得到大幅增長。
進步時代政治改革的核心精神來自由弗雷德里克·温斯洛·泰勒所創制的科學管理理論，以科學、醫學和工程學等現代化的學術來替代老舊過時的管理體系，從而啟發了大批社會活動家聯手改革地方政府、公共教育、醫療、財政、保險、工業、鐵路和教會以及其他各種領域。在社會科學，特別是歷史學、經濟學和政治學內部，也有進步運動者推行學科轉變和專業化以使其符合科學體系標準。業餘作家不再主導學術領域，取而代之的是專業學者透過新創立的學術期刊或大學出版社所發布的論文。
運動起始于地方層面，不久擴散至州級和全美。進步派大多都是热心的现代化者，他们相信科学、技术、专业以及特别是教育是社會問題唯一有效的解决方案。进步主义特征包括倾向城市工业化社会，相信人类有改善环境和生存状况的能力及干预经济和社会问题的责任，相信专家的能力以及政府干预的效率；律師、教師、醫師、神職人員和商人等城市中產階層為進步派的中堅，他們因深感舊社政體系的浪費和低效，因而熱切尋求「一個更好的體制」，因而強烈支持將科學方法運用於經濟、政府、工業、財政、醫療、學校教育、神學、教育甚至家庭。他們緊貼西歐當時的最新社會發展并引入多項類似政策，例如在1913年創建聯邦儲備系統就是銀行系統的一項重大轉變。

## 政治改革
因深受鍍金時代的浪費、低效、頑固和腐敗困擾，進步派人士致力於改良與革新國家、社會和經濟的方方面面。國家層面發生的巨大轉變包括第十六修正案的征收所得稅、第十七修正案的參議員直接選舉、第十八修正案的禁酒令以及第十九修正案的美國婦女選舉權。
中产阶级支持改革的选民、学术专家和改革家对十九世纪九十年代的政治机器感到厌烦，在美国城市进行了一系列改革，旨在降低浪费、低效率和腐败。实施科学方式、义务教育和管理创新。密歇根的底特律市成為了改革先驅，共和党市长哈真·S·平格里首先将这些改革付诸实施。许多城市建立起地方咨询局，研究地方政府预算和管理结构。
进步派市长在许多关键城市起了领导作用，如俄亥俄州克利夫兰市（特别是市长汤姆·约翰逊）、俄亥俄州托兰多市、新泽西州泽西城、洛杉矶、田纳西州孟菲斯、肯塔基州路易斯维尔等许多其他城市，特别是西部州郡。在伊利诺伊州，州长弗兰克·劳登对州政府进行了重大重组。在威斯康辛州，罗伯特·拉福利特在他的据点将威斯康辛思想付诸实施，即利用州立大学作为思想和专业的主要来源加以协助。
进步人士希望公民能够繞過政客更加直接地参与选举。由于平民黨籍的俄勒冈州众议员威廉·西门·尤列恩和他的直选联盟的推动，俄勒冈以压倒性多数通过1902年选举法，为公民参与州宪法提供更多的主动权和公决，直接参与州宪法的立法活动中去，使得俄勒冈成为采用这一系统的第一个州。尤列恩也推动通过了1908年修正案，给予投票人召回官员的权利，并进一步建立机制，在州层面上公选参议员，在美国尚属首次。1911年，加利福尼亚州长海勒姆·约翰逊采纳了“自发、公决、召回”的俄勒冈系统，应用在加州，认为这是公民对抗大公司在州立法上的历史性进步。进步改革很快被其他州采纳，包括爱达荷州、华盛顿州和威斯康辛州，在今天，美国几乎有半数州郡在州宪法中设立自发、公决和召回机制。
约有16个州开始使用初选来削弱政客和體制的弊端。1913年，宪法第十七号修正案要求所有参议员需要经过人民选举（之前，他们由州立法院任命）。动机主要是削弱政客的個人力量。此前如果政客能成功掌控州議會，就能同時控制参议院席位。根据政治科学家亨利·琼斯·福特的说法，美国参议院成了党派政客的盘中餐，肆意妄为地滥用权利，出于特殊利益而谋取官职。

### 揭露貪腐
耙粪记者專職揭露浪費、腐敗和醜聞，并發表在有高度影響力的國家級雜誌的新媒體上，如麥克盧爾和時代雜誌。雷·斯坦納德·貝克、喬治·奎爾和布蘭德·維特洛克都是活躍于州和地方層面的記者，林肯·斯蒂芬斯則揭露了不少大城市的政治腐敗。艾达·塔贝尔跟踪了约翰·戴维森·洛克菲勒的标准石油公司。山姆·霍普金斯·亚当斯在1905年揭露了许多药品专利的造假行为，厄普顿·辛克莱1906年的小说屠场，揭示了肉类是如何在肮脏恶心的环境下包装成的，同样，在1906年，大卫·格拉哈姆·菲利普斯则猛烈抨击美国参议院。罗斯福将这些记者赋予了昵称，称他们在扒粪。

### 修宪
进步主义者试图通过美國宪法第16至19修正案第来将改革以法律形式确立下来。第16修正案将收入征税合法化（根据宪法第一条第九款的要求，直接按人口比例征税需要每十年普查一次）。进步人士也努力通过第17修正案和参议院直选来反腐。在一战期间反德狂热中最激进最富争议的修正案是第18修正案，帮助进步主义者推行禁酒令（当进步主义者失势后，第21修正案在1933年推翻了第18修正案）。最后的进步修正案是第19修正案和女性参政权。

## 经济政策

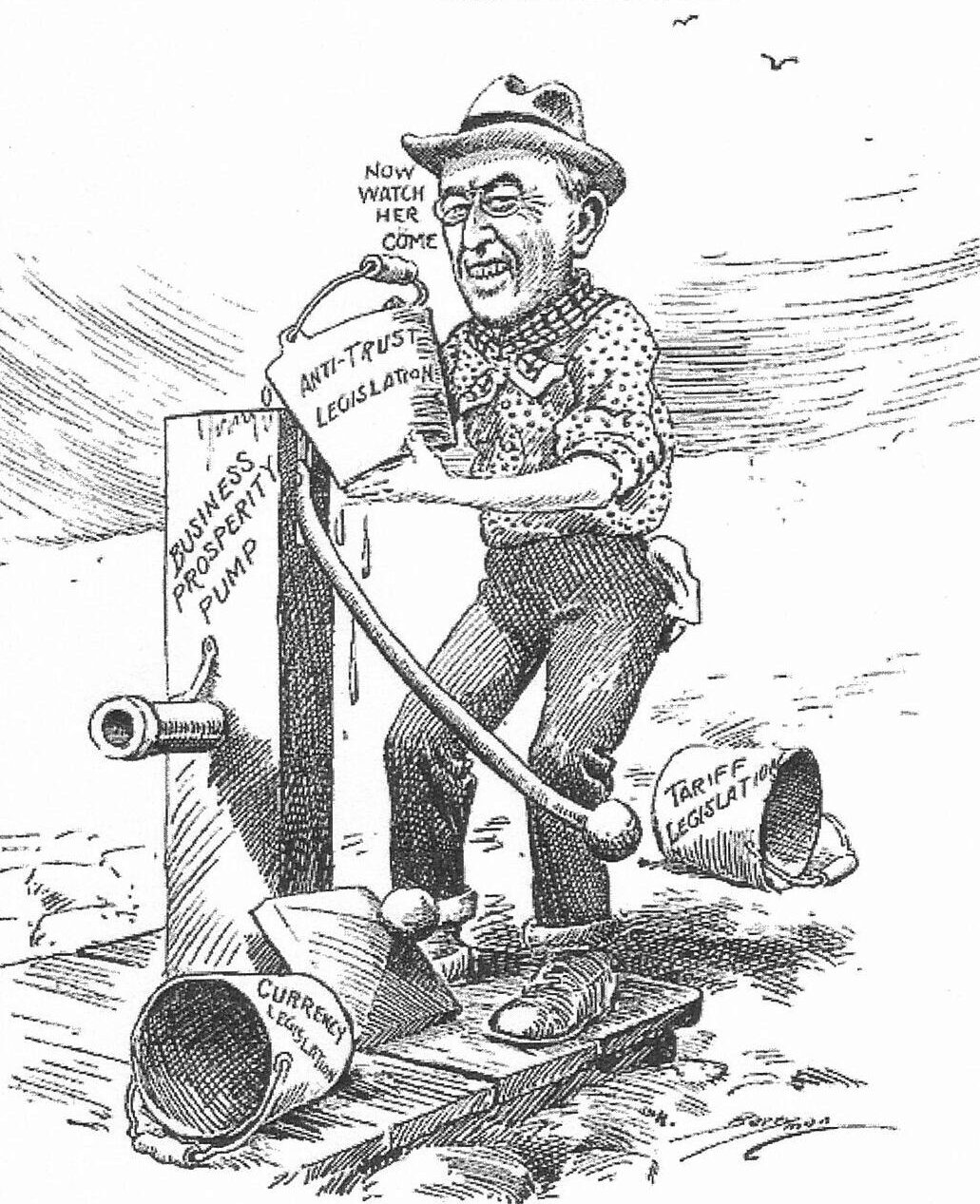
伍德罗·威尔逊总统使用关税、汇率和反托拉斯法来驱动经济运转。

1893年恐慌是一场严重的经济衰退，于1897年结束。之后的进步时代则是一场重要繁荣时期。1907年恐慌为期较短，对金融业影响最大。然而，坎贝尔（2005）关注了1907-1914年的经济弱点，将公众需求与进步主义干预联系在一起。1907年恐慌导致實際工资下降、失业率增多，两者一直延续到一战为止。坎贝尔强调公共财政压力和对威尔逊政府的影响。经济弱势和政府持续赤字导致货币政策改变，包括联邦对商业和个人收税，建立美联储系统；政府机构也进行改革，以便增进行政效率。
在镀金时代（十九世纪末），政党不愿意联邦政府过问私营部门，铁路和关税除外。总体上来看，他们持放任资本主义理念，即除了法律和秩序以外，政府不应该干预经济。当1893年恐慌后，小微企业、农业和工会都呼吁政府介入，保护他们的利益。
到了二十世纪初，由于商业成功、农业和工人政治激进运动，中产阶级壮大。进步主义者呼吁政府对商业进行监管，保障竞争和自由。1887年，国会通过法案，对铁路进行监管（州际商贸法案），以及在1890年反对大企业控制单一行业的的法案（休曼反托拉斯法案）。这些法案并没有得到严格执行。在1900-1920年间，共和党总统西奥多·罗斯福（1901–1909）、民主党总统伍德罗·威尔逊（1913–1921）和其他持进步主义观点的总统上台。美国今天许多监管机构是在当时建立的，包括美国州际商务委员会和联邦贸易委员会。耙粪记者则号召读者对商业多个心眼。厄普顿·辛克莱的《屠场》（1906）大为风行，揭批了芝加哥屠场的丑恶。作为对小说和尼尔·雷诺德报告的回应，联邦政府成立了新的监管机构，即食品药品管理局。艾达·M·塔贝尔写了一系列文章攻击标准石油，指责其垄断。这对政府和公共改革家产生了重大影响。在塔贝尔和其他人的批评和公众的拥护，最高法院在1911年判决拆分该公司。
1912年，当民主党伍德罗·威尔逊当选总统，民主党赢得国会后，他设立了一系列的经济进步政策。1913年，美國宪法第十六修正案通过，高收入者被征收小额赋税。民主党在1913年通过安德伍德关税法，降低了关税，不过后者的效用被1914年爆发的战争掩盖。威尔逊通过谴责巨头说客成功地赢得民心，用雄辩的言辞在国会慷慨激昂，并在法案签字时举办了盛大仪式。威尔逊用1914年克莱顿反托拉斯法案终结了旷日持久的争斗。他在货币问题上说服立法者，在1913年成立美联储——这是个复杂的政府/商业混合体，在今天统治金融世界。
在1913年，亨利·福特利用流水线戏剧性地提高了工厂效率，即每个工人在汽车生产中只从事单一任务。通过强调效率，福特将工资翻倍（将劳动时间从每天9小时缩短到8小时），收拢了最佳的工人、极大地减少了劳工流失和旷工率。雇工们能够购买汽车，通过将Model T价格打折，美国和其他主要发达国家的千万消费者都开上了车。福特的利润飙升，他的公司雄踞汽车工业鳌头。亨利·福特成为誉满世界的高工资、高利润先知。

## 工会政策
工会，特别是美国劳工联合会在二十世纪早期飞速成长，也进入了进步日程表。工会在二十世纪早期曾经尝试与全国公民联盟合作，在1906年后转而与民主党结盟。这对于大工业城市来说尤为重要。工会会限制法官，特别是在劳资纠纷中偏袒资方的法官。他们最后在1932年达成诺里斯·拉瓜迪亚法案。

## 移民政策
1896年后，移民数量持续增长，许多缺乏技术的移民从东欧和南欧涌入，在钢厂、屠场和工地干活。1914年一战爆发时，大多数国际活动陡然停滞，直到1919年后才重新启动。从十九世纪八十年代起，工会积极倡导对移民的限制，特别是对来自中国和亚洲移民的限制。最大的恐惧在于大量缺乏技术的廉价劳工会打击工会集体协商的努力。其他组织，如禁酒主义者反对移民，因为后者是沙龙力量的根基。在1890年后，许多移民是城市天主教徒和犹太人，乡村新教徒对他们不信任。另外，工业的迅速发展需要大量新生劳动力，因此大企业反对限制移民。到了二十世纪二十年代，根据共识，移民总量被限制，一系列相关法案被通过。一些优生政策鼓励移民限制。移民限制成为全美政策，直到二战结束以后。
在一战期间，进步主义者全力推荐美国本土化项目，即将新移民归化成为标准的美国公民，削弱对宗祖国的忠诚。这些项目常常与公立学校系统相配合，后者得到了大幅扩张。

## 提倡女權
在全美范围内，中产阶级妇女在进步时代组织各种团体来促进社会改革。她们特别关注禁酒令、投票权、学校问题和公共卫生。
中产阶级妇女成立了地方俱乐部，在1890年后转变成为联邦妇女俱乐部。历史学家佩奇·梅尔茨将联邦妇女俱乐部列入进步运动的大纲内，称其政治观为：
建立在进步时代地方管家策略上。在进步时代，女性积极分子使用传统的女性观念，即所有女性是母亲和管家，来对她们参与社会活动辩护：作为“地方管家”，她们会清理政治、城市，照顾邻里的健康和生活。套上母性的斗篷，女性积极分子细心地研究社区的需求，利用她们“女性”专长来游说、建立、保障自己在新兴国家福利当局的一席之地，最佳的榜样可能是俱乐部女性茱莉亚·莱思罗普在美国儿童局中的领导能力。作为这一女性积极分子的传统，进步时代的联合总会支持了一系列活动，包括与公众健康及妇女儿童息息相关的食品药品安全，废除童工制，并与国家合作维护社会公正。

### 女性投票权利
全美女性参政协会（NAWSA）是美国女性权利组织，在1890年5月由全国女性参政协会和美国女性参政协会合并而成。全美女性参政协会在地方和州郡级别建立了数以百计的组织，争取在州郡地方推行女性参政权。协会是美国最大的，也是最重要的参政组织，是女性投票权利的主要推动者。凯莉·查普曼卡特是二十世纪早期的关键领袖。和之前的全国女性参政协会及美国女性参政协会一样，全美女性参政协会主张用修宪的方式来争取女性投票权利，并在1920年成功赢得宪法第19号修正案。另一组织全国女性党则由爱丽丝·保罗控制，采取英国激进参政方式，即使用暴力来得到公众支持，推进参政权。保罗的成员们将自己绑在白宫的护栏上，以便被逮捕，或是用绝食的方式来吸引眼球。当英国女性参政主义者在1914年停止抗议，转而支援战争时，保罗在1917年开始了她的运动，因无视战争、吸引激进和反战元素而备受批评。

## 社会改革

### 教育改革
进步主义者努力对地方学校进行改革和现代化。该时代最为显著的是学校和学生数量爆炸，特别是飞速成长的城市区域。在1910年后，小镇开始兴建高中。到了1940年，50%的青年人获得了高中文凭。结果是有教育的中产阶级爆炸，成为进步主义的草根支持者。在进步时代，许多州郡通过了义务教育法，学校卫生和健康得到了重视，体育和健康教育变得更加重要、更加普及。

### 医学与法律
根据卡内基基金赞助的1910年《弗莱克斯纳报告》，美国医学通过抛弃许多地方性小医学院，将国家资金集中在大型、富有声望的大学专业医学院来进行专业化。著名领袖包括马约兄弟以及他们在明尼苏达州罗切斯特的马约诊所，后者因手术创新而闻名世界。
在法律专业中，美国律师协会在1900年建立了美国法学院协会。为法学院提供全美标准，将旧系统中青年跟随老师傅替换为在获得承认的法学院就读深造。

### 社会科学
进步学者在新兴研究院，如哈佛大学、哥伦比亚大学、约翰·霍普金斯大学、芝加哥大学、密歇根大学、威斯康辛大学和加利福尼亚大学等将他们的学术现代化。业余研究让位给研究型教授，后者出版新的学术杂志和刊物。他们的目标明确，就是专业化，将社会科学“科学化”，特别是历史学、经济学和政治科学。专业化意味着为大学创建新的事业路线，雇佣并支持国际学术模型。

### 慈善事業
富裕家庭数量呈爆炸性增长，在十九世纪七十年代有100家左右百万富翁，在1892年为4000家，在1916年为16,000家。许多人支持安德鲁·卡内基的《财富福音》，称他们有义务资助社会，呼吁为大学、医院、研究、图书馆、宗教和社会进步出资出力。
在二十世纪早期，美国慈善事业成熟，洛克菲勒和卡内基建立起各种大型显眼的私人基金会。最大的基金会孵化了现代化、高效、商业模式运作的（与“施舍”不同）组织，推动社会进步，而不是单单发票子。他们与当地商业社区建立起关系，成为“社区胸脯”运动。美国红十字会重组并专业化。几个大型基金会帮助南方黑人，遵守布克·T·华盛顿的劝导。与之相反，欧洲和亚洲的基金会甚少。这导致卡内基和洛克菲勒的基金会能在全球范围内产生重大影响。

### 家庭与食物

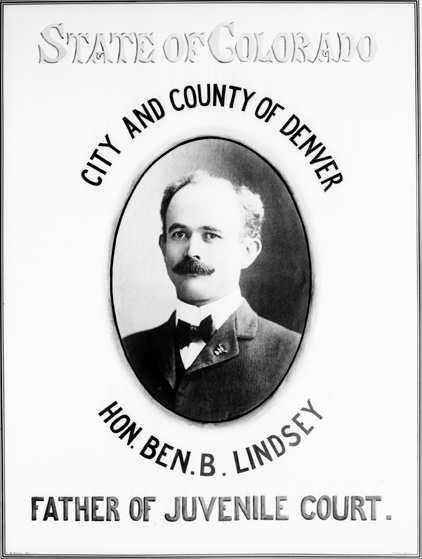
科罗拉多法官本·林德赛是建立未成年人法庭系统的先锋。

进步人士认为家庭是美国社会的基石，政府，特别是地方政府必须努力优化家庭。地方公共协助项目得到改革，以帮助并维护家庭团结。在丹佛法官本·林德塞的启发下，城市建立了未成年人法庭，帮助调停未成年人纠纷，避免将他们送入成人监狱。
卫生的食物、牛奶和饮用水是城市的首要关注事项。在州和国家层面，新食品药品法案强化了城市对食品健康系统的保障。1906年联邦卫生食品药品法案在药品公司和医药服务商的推动下出台，将没有得到科学验证的药品下架。
由于标准工作时间缩短，城市家庭有了更多闲暇时间。很多人在电影院打发时光。进步主义者呼吁对电影进行审查，认为观众（特别是儿童）在黑暗、肮脏、有潜在安全威胁的电影院，看描述犯罪、暴力、性的节目会带来负面影响。进步主义在全美各大城市都影响着政府改革，建立许多公园，因为他们认为儿童和家庭应该在健康、自然的环境中度过闲暇时光，有助于建立良好的道德，成为优秀公民。

### 优生学
一些进步人士，特别是经济学家们支持用优生学作为解决过大或不良家庭的集体主义解决方案，希望避孕节育会帮助家庭少生优生。然而，没有主要国家、州郡或地方计划支持或认可优生学。进步领导人如赫伯特·克罗利和沃尔特·李普曼表达了他们经典的自由性顾虑，担心个人受到集体主义和国家主义的束缚。天主教虽然支持集体主义，但反对优生学节育。

### 禁酒令
禁酒令将制造、贩卖、运送酒精饮料列为非法。在整个进步时代中，这是进步主义在地方、州郡、全国范围内的重要目标，但是就进步主义全面支持形形色色。进步主义在乡村社区的兴起与公众对禁酒运动的觉悟有关，在1917年末，该运动在全国范围内得势，通过了宪法第18号修正案，并在1919年得到四分之三的州的批准。禁酒令从根本上是宗教运动，由循道宗、浸礼宗、公理宗、斯堪的纳维亚路德宗和其他福音派推动而成。积极分子成立了高效的反沙龙联盟。汀布莱克（1963）认为应该打破酒店托拉斯、削弱基于城市机器的酒吧、增强工业效率、减少妇女虐待、儿童虐待、以及由酗酒导致的贫困。
在十九世纪四十年代，禁酒运动得到第二次大觉醒的推动，福音派对酗酒展开十字军式征讨。福音派在十九世纪八十年代推动第二波禁酒立法，旨在对地方和州郡层面立法禁酒。在十八世纪八十年代，公投在州郡层面举行，以便将禁酒令纳入修正案。这期间，两个重要的团体成立了：1874年妇女基督教戒酒联合会，以及1893年反沙龙联盟成立，将各个不同的宗教团体积极分子联合起来。
1907年兴起了第三波禁酒立法运动，当佐治亚州通过了全州禁酒法案时，禁酒在全美范围内达到最高峰。到了1917年，三分之二的州郡都设立了一定程度的禁酒法。在1913年，反沙龙联盟第一次公开要求推行禁酒令修正案，他们希望能够通过修宪的方式来在全美禁酒，虽然这的确难了些。当美国加入一战时，征兵法要求在军事基地附近周围禁止售酒。1917年8月，食品燃料控制法将战时蒸馏酒生产列为非法。1918年11月的战争禁酒令禁止生产和销售致醉酒类饮料（含酒精超过2.75%的饮料），直到复原后为止。
积极分子努力争取国会两院三分之二的支持以及四分之三的州的拥护，以便修宪。这需要36个州的批准，组织在48个州巡游拉票。到了1917年末，国会通过了第18号修正案；1919年，修正案通过了州的批准，在1920年1月生效。修正案将在美国国内制造、销售、贩卖、进口、出口致醉酒类饮料列为非法。1919年，沃尔斯特法案将致醉酒类饮料定义为含有酒精量大于0.5%的饮料，并在法案中定义联邦执行机制。州郡则可以自由执行禁酒令，或是放任，而大多数州郡睁一只眼闭一只眼。
然而，消费需求使得各种非法私酒不断，特别是从加拿大和其他国家偷运过来的私酒。对法案的遵守程度难以统计，当时的媒体将法案描绘为废纸一张；虽然这没有消灭酒类饮料，但法案的确降低了酗酒尺度。1933年，宪法第21号修正案通过，推翻了第18号修正案；这应归功于天主教会（强调自由）和商人（强调税收下降）。

## 結束

### 確切時間點
虽然四十年代的历史学家通常将进步时代定为1901年左右（西奥多·罗斯福成为总统）到一战爆发（1914年，或1917年美国参战）的时期，但当代学者普遍认为进步改革可追溯至十九世纪九十年代在地方和州郡政府发起开始。然而，进步时代的结束时间难以盖棺定论。一些民权自由人士在一战期间抱怨他们遭受的压制，认为战争背离了进步政策。一些持强烈反战观点的著名进步人士，如简·亚当斯（后获诺贝尔和平奖，或许是进步时代最令人瞩目的改革家）在1916年威尔逊连任后遭受压制，尽管后者在竞选时的口号是“他让我们脱离战争”。次年4月6日，威尔逊一反进步支持者们的期望，在国会上要求对德宣战。参议院以82-6票赞同，众议院以373-50赞同。一些历史学家认为，“消灭所有战争的战争”的口号是美国进步运动的一种国际宣示，而威尔逊所倡议的国际联盟是进步运动的高潮。
至二十世纪二十年代，工会和反企业力量已在政治上失势，许多学者认为这些转变标志了进步时代的结束。一些学者谴责禁酒令的道德主义，以及进步时期美国本土主义的泛滥和3K党的复活。例如，理查德·霍夫施塔特在1955写道，禁酒令“是假改革，是痛苦的教区替代品”；“将乡村福音派病毒散布全美国”。然而，阿瑟·S·灵克斯指出，进步主义并没有完全消亡，而是在二十年代进一步延续。灵克斯的这一论点引出了后续关于进步主义延续的诸多研究。帕尔梅以乔治·诺里斯等政治领袖为例，指出“进步主义虽然暂时在政治上失势，却依然在许多西部州广为流传，并影响了华盛顿在哈定和柯立芝时期的政策”。郭士纳和柯茨认为，进步主义实是一种“精神”或“热情”，而不是拥有共同目标的明确政治力量，而这种精神所创造的革新的政治环境一直延续到了二十世纪二十年代。

### 二十世纪二十年代商业进步主义
历史学家所述的“商业进步主义”，焦点置于亨利·福特和赫伯特·胡佛对效率的专注，并在二十年代达到最高处。例如，维克认为福特“就美国乡村技术和机械化基本上是启蒙的、进步的，并常常超过了他的时代”。
廷得尔认为，二十世纪南方进步主义的持久，要义在于加强民主、加强政府效率、企业监管、社会正义、政府公共服务。威廉·灵克斯发现，政治进步主义在二十世纪统治南方，也影响着中西部地区。
研究妇女儿童的历史学家则强调了二十世纪进步力量。女性在运动中获得了参政权，加入维护世界和平、优秀政府、妇女保护（1921年谢泼德-特纳法案）的队伍中，支持地方教育和公共卫生。这些事业虽然没有像妇女参政权斗阵那样精彩，但是妇女们投票并安静地行动着，润物细无声。保罗·法斯就青少年话题发言称：“进步主义是天使的视野，是对社会问题的积极作为，生机蓬勃。”推动改革的国际影响也一直延续到二十世纪二十年代，美国的现代主义观点开始传入欧洲。
进步时代通常被认为在1932年告终，标志是余下的主要进步人士开始反对新政。

## 延伸閱讀

### 总览
- Buenker, John D., John C. Burnham, and Robert M. Crunden. Progressivism（1986）
- Buenker, John D. and Joseph Buenker, Eds. Encyclopedia of the Gilded Age and Progressive Era. Sharpe Reference, 2005. xxxii + 1256 pp. in three volumes. ISBN 0-7656-8051-3. 900 articles by 200 scholars
- Buenker, John D., ed. Dictionary of the Progressive Era（1980）
- Cocks, Catherine, Peter C. Holloran and Alan Lessoff. Historical Dictionary of the Progressive Era（2009）
- Diner, Steven J. A Very Different Age: Americans of the Progressive Era（1998）
- Glad, Paul W. "Progressives and the Business Culture of the 1920s," Journal of American History, Vol. 53, No. 1.（June 1966）, pp. 75–89. in JSTOR
- Gould, Lewis L. America in the Progressive Era, 1890–1914"（2000）
- Gould Lewis L. ed., The Progressive Era（1974）
- Hays, Samuel D. The Response to Industrialization, 1885–1914（1957）,
- Hofstadter, Richard, The Age of Reform（1954）, Pulitzer Prize
- Jensen, Richard. "Democracy, Republicanism and Efficiency:  The Values of American Politics, 1885–1930," in Byron Shafer and Anthony Badger, eds, Contesting Democracy: Substance and Structure in American Political History, 1775–2000（U of Kansas Press, 2001）pp 149–180; online version Archive.today的存檔，存档日期2012-08-05
- Kennedy, David M. ed., Progressivism: The Critical Issues（1971）, readings
- Lasch, Christopher. The True and Only Heaven: Progress and its Critics（1991）
- Leuchtenburg, William E. "Progressivism and Imperialism: The Progressive Movement and American Foreign Policy, 1898–1916," The Mississippi Valley Historical Review, Vol. 39, No. 3.（Dec., 1952）, pp. 483–504. JSTOR
- Mann, Arthur. ed., The Progressive Era（1975）
- McGerr, Michael. A Fierce Discontent: The Rise and Fall of the Progressive Movement in America, 1870–1920（2003）
- Mowry, George. The Era of Theodore Roosevelt and the Birth of Modern America, 1900–1912.（1954）general survey of era
- Burl Noggle, "The Twenties: A New Historiographical Frontier," The Journal of American History, Vol. 53, No. 2.（Sep., 1966）, pp. 299–314. in JSTOR
- Pease, Otis, ed. The Progressive Years: The Spirit and Achievement of American Reform（1962）, primary documents
- Rodgers, Daniel T.  Atlantic Crossings: Social Politics in a Progressive Age（2000）. stresses links with Europe online edition （页面存档备份，存于）
- Thelen, David P. "Social Tensions and the Origins of Progressivism," Journal of American History 56 (1969), 323–341 online at JSTOR
- Wiebe, Robert. The Search For Order, 1877–1920（1967）。

### 总统与政治
- Beale Howard K. Theodore Roosevelt and the Rise of America to World Power.（1956）。
- Blum, John Morton. The Republican Roosevelt.（1954）. Series of essays that examine how TR did politics
- Brands, H.W. Theodore Roosevelt（2001）。
- Clements, Kendrick A. The Presidency of Woodrow Wilson（1992）。
- Coletta, Paolo. The Presidency of William Howard Taft（1990）。
- Cooper, John Milton The Warrior and the Priest: Woodrow Wilson and Theodore Roosevelt.（1983）。
- Cooper, John Milton Woodrow Wilson: A Biography（2009）
- Gould, Lewis L. The Presidency of Theodore Roosevelt（1991）。
- Harbaugh, William Henry. The Life and Times of Theodore Roosevelt.（1963）。
- Harrison, Robert. Congress, Progressive Reform, and the New American State（2004）。
- Hofstadter, Richard. The American Political Tradition（1948）, ch. 8–9–10.
- Kolko, Gabriel. . 1963.
- Link, Arthur Stanley. Woodrow Wilson and the Progressive Era, 1910–1917（1954）。
- Morris, Edmund Theodore Rex.（2001）, biography of T. Roosevelt covers 1901–1909
- Mowry, George E. Theodore Roosevelt and the Progressive Movement.（2001）。
- Pestritto, R.J. "Woodrow Wilson and the Roots of Modern Liberalism."（2005）。
- Sanders, Elizabeth. Roots of Reform: Farmers, Workers and the American State, 1877–1917（1999）。
- Wilson, Joan Hoff. Herbert Hoover, Forgotten Progressive（1965）。

### 州、地方、性别、种族、商业、劳工、宗教
- Abell, Aaron I. American Catholicism and Social Action: A Search for Social Justice, 1865–1950（1960）。
- Bruce, Kyle and Chris Nyland. "Scientific Management, Institutionalism, and Business Stabilization: 1903–1923" Journal of Economic Issues, Vol. 35, 2001. in JSTOR
- Buenker,  John D. Urban Liberalism and Progressive Reform（1973）。
- Buenker,  John D. The History of Wisconsin, Vol. 4: The Progressive Era, 1893–1914（1998）。
- Feffer, Andrew. The Chicago Pragmatists and American Progressivism（1993）。
- Frankel, Noralee  and Nancy S. Dye, eds. Gender, Class, Race, and Reform in the Progressive Era（1991）。
- Hahn, Steven. A Nation under Our Feet: Black Political Struggles in the Rural South from Slavery to the Great Migration（2003）。
- Huthmacher, J. Joseph. "Urban Liberalism and the Age of Reform" Mississippi Valley Historical Review 49 (1962): 231–241, in JSTOR; emphasized urban, ethnic, working class support for reform
- Link, William A. The Paradox of Southern Progressivism, 1880–1930（1992）。
- Montgomery, David. The Fall of the House of Labor: The workplace, the state, and American labor activism, 1865–1925（1987）。
- Muncy, Robyn. Creating A Feminine Dominion in American Reform, 1890–1935（1991）。
- Lubove, Roy. The Progressives and the Slums: Tenement House Reform in New York City, 1890–1917 Greenwood Press: 1974.
- Recchiuti, John Louis.  Civic Engagement: Social Science and Progressive-Era Reform in New York City（2007）。
- Stromquist, Shelton. Reinventing 'The People': The Progressive Movement, the Class Problem, and the Origins of Modern Liberalism,（U. of Illinois Press, 2006）. ISBN 0-252-07269-3.
- Thelen, David. The New Citizenship, Origins of Progressivism in Wisconsin, 1885–1900（1972）。
- Wesser, Robert F. Charles Evans Hughes: politics and reform in New York, 1905–1910（1967）。
- Wiebe, Robert. "Business Disunity and the Progressive Movement, 1901–1914," The Mississippi Valley Historical Review, Vol. 44, No. 4.（Mar., 1958）, pp. 664–685. in JSTOR